# المسرح البلدي ببنغازي
المسرح البلدي ببنغازي كان المسرح الرئيسي بمدينة بنغازي، ليبيا.
يقع المسرح في شارع عمر المختار والذي كان يعرف بـ«شارع الملكة» في فترة الحكم الإيطالي للبلاد. 
صمم من قبل المعماريان الإيطاليان لويجي بيشيناتو ومارشيلو بياتشنتيني، والأخير قام بتصميم العديد من المباني والمعالم التاريخية في إيطاليا وليبيا وبنغازي تحديداً من قبيل فندق إيتاليا وقصر بلدية بنغازي ومحطة قطارات بنغازي المركزية.
تم افتتاح المسرح رسمياً في 1928، حيث أقيمت به عدة عروض مسرحية وموسيقية إيطالية وأوروبية واستمر في العمل حتى اندلاع الحرب العالمية الثانية والتي سببت دماراً واسعاً في المدينة بسبب غارات الحلفاء، ليتعرض للإهمال حتى أواسط الخمسينيات ليتم استخدامه بشكل رئيسي كدار للسينما عُرفت باسم «سينما برنيتشي» أو «سينما برنيق» إضافة لاستخدامها كمسرح في عروض موسيقية من بينها حفل للمطربة أم كلثوم في 14 مارس 1969، إضافة لاحتفاليات أخرى ليستمر الأمر حتى أواخر الثمانينيات ليغلق المبنى لاحقاً حتى الآن.